# Клюге, Никита Юлиевич
Никита Юлиевич Клюге — российский энтомолог, доктор биологических наук, профессор кафедры энтомологии биологического факультета Санкт-Петербургского государственного университета, член Русского энтомологического общества, один из ведущих специалистов по систематике и фаунистике подёнок (Ephemeroptera), автор работ по общей системе и филогении насекомых и по принципам биологической систематики и номенклатуры. В начале XXI века Клюге разработал и предложил методику филогенетического анализа, названную им термином «кладоэндезис». В 2021 году избран членом Международной комиссии по зоологической номенклатуре.

## Списки основных публикаций
- Publications by N.J. Kluge and E.A. Novikova on Ephemeroptera
- Publications by N.J. Kluge on morphology and systematics of insects other than Ephemeroptera
- Publications by N.J. Kluge on principles of non-ranking zoological nomenclature

## Работы
- Kluge N. The Phylogenetic System of Ephemeroptera, — Kluwer Academic Publishers, 2004. — i–xiii + 442 p. — ISBN 1-4020-1974-2
- Клюге Н.Ю. Современная систематика насекомых. — Санкт-Петербург: Лань, 2000. — 336 с. — ISBN 5-8114-0216-3.
- Клюге Н.Ю. Систематика насекомых и принципы кладоэндезиса. — Москва: Товарищество научных изданий КМК, 2020. — 1037 с. — ISBN 978-5-907213-70-8.